# Farkas Wellmann Endre
Farkas Wellmann Endre (Marosvásárhely, 1975. május 22. –) romániai magyar költő, szerkesztő.

## Életpályája
A székelyudvarhelyi Tamási Áron Gimnáziumban érettségizett 1993-ban, ahol az Ébredés című diáklap főszerkesztője volt 1990–1993 között, majd ugyanitt megalapította az 1996–1998 között működő Alterego irodalmi kört és folyóiratot. 1998 júniusában elvégezte a nagyváradi Ady Endre Sajtókollégium újságíró szakát, majd 2007-ben a kolozsvári Babeș–Bolyai Tudományegyetem magyar-néprajz szakán szerzett tanári oklevelet. Magiszteri tanulmányait a kolozsvári egyetem szociológia karán végezte, komplex kultúrakutatás szakon, 2008-ban. Már gyerekkorától fogva érdekelte Szőcs Géza munkássága, így egyetemi diplomadolgozatát az ő verseiből írta, magiszteri disszertációjában közéleti-politikai karrierjével foglalkozott, ezeket alapul véve 2009-ben pedig Amikor fordul az ezred címmel jelent meg kettejük közös kötete, ami egy írói-politikai pálya kilencvenes évekbeli kordokumentuma.
1990 óta több magyar nyelvű sajtóorgánum munkatársa, közreműködője volt. Látó, Helikon, Helikon – Serény Múmia, Előretolt Helyőrség, Az irodalom visszavág, Alteregó, Ébredés, Fiatal Fórum (Zabhegyező),[forrás?] Hargita Népe,[forrás?] Erdélyi Napló,[forrás?] Bihari Napló,[forrás?] Népújság,[forrás?] Gyergyói Kisújság,[forrás?] Székelyföld, Szabadság,[forrás?] 2000, Alibi,[forrás?] Parnasszus,[forrás?] A Dunánál, Irodalmi Jelen[forrás?] 1997-ben a székelyudvarhelyi Príma Rádiónál, 1998-ban a nagyváradi Erdélyi Napló hetilapnál, 2000-ben pedig a Kriterion Könyvkiadónál dolgozott szerkesztőként. 2002–2004 között A Dunánál című kulturális-irodalmi folyóirat munkatársa, majd főszerkesztő-helyettese volt Budapesten. 2005 óta az Előretolt Helyőrség Szépirodalmi Páholy szerkesztője Kolozsvárott. 2007–2008 között az Erdélyi Magyar Közművelődési Egyesület projektmenedzsereként dolgozott. 2009-től magyar irodalom szakos tanár Gyergyóalfaluban, ahol elindította és létrehozta a Faludyfeszt Irodalmi Fesztivált, ami két sikeres év után átalakult Kimenő Összművészeti Diákfesztivállá, melyen a mellett, hogy a diákok művészeti műhelyekben dolgozhattak, kortárs írókkal és költőkkel is találkozhattak. 2015 - 2020 között Budapesten a magyar PEN Club kommunikációs feladatait látta el és a szervezet könyvkiadójának főszerkesztője volt. 2021 óta a Magyar PEN Club alelnöke, a Magyar Kultúra magazin munkatársa, 2023-tól a Helyőrség lapcsalád Kárpát-medencei főszerkesztője. 2022. májusában a Szegedi Tudományegyetemen doktorált, disszertációjának címe: A transzszilvanizmus ködszurkálója - Gelu Păteanu életművének jelentősége a kortárs román és romániai magyar irodalmi interakciókban. Élt Nagyváradon és Kolozsváron, majd Budapesten, ahol Faludy Györggyel is baráti-tanítványi kapcsolatba került. Jelenleg Budapesten és a székelyföldi Etéden él.
Szülei orvosok. Húga, Farkas Wellmann Éva és anyai nagybátyja, Éltető (Wellmann) József is költő és tanár. Felesége Bonczidai Éva dramaturg, szerkesztő, újságíró.

## Kötetei
- Adj esélyt (versek, Székelykeresztúr, 1992)
- Ikonkísértések (versek, Székelyudvarhely, 1992)
- Requiem élő dolgokért (versek, Székelykeresztúr, 1995)
- A lelkiismeret aluljárói (Versek, Mentor kk., Marosvásárhely, 1997)
- A vágy visszakézből (versek, Erdélyi Híradó kk., Kolozsvár, 1999)[16]
- Kulipendium (versek, Erdélyi Híradó kk., Kolozsvár, 1999)[16]
- Könnyűrulett (kísérleti regény, Erdélyi Híradó kk., Kolozsvár, 2000)[16]
- Az Anna-érzés, avagy A bérgyíkos éjszakája (Concord Media, Arad; Irodalmi jelen könyvek, 2004)[16]
- Szőcs Géza–Farkas Wellmann Endre: Amikor fordul az ezred. Beszélgetőkönyv és dokumentumgyűjtemény (Ulpius-ház, Bp., 2009)[16]
- Lucius Domitius lázbeszéde. Válogatott és új versek (Erdélyi Híradó–Előretolt Helyőrség Szépirodalmi Páholy–Ráció, Kolozsvár–Bp., Előretolt helyőrség könyvek; 2009)[16]
- L. D. hagyatéka. Kr. u. 54. – Kr. u. 2012 (Erdélyi Híradó–Előretolt Helyőrség Szépirodalmi Páholy, Kolozsvár, Előretolt helyőrség könyvek; 2012)[17]
- A római disznó (Orpheusz, Bp., 2016)[18]
- A római disznó monológja (Előretolt Helyőrség Íróakadémia, Bp., 2017)
- Gyalu, a spíler. Gelu Păteanu kortársai emlékezetében és néhány dokumentum tükrében (Magyar Pen Club–Antropocentrum Kulturális Egyesület, Bp.–Gyergyóalfalu, 2018)[19]
- Cukor.baj. Kézikönyv kezdő, haladó és leendő II-es típusú cukorbetegeknek (Partvonal, Bp., 2019)
- Hannibal Lecter levelei Clarice Starling ügynökhöz (Előretolt Helyőrség Íróakadémia, Bp., 2021)

## Tagságai
Tagja a Magyar Írószövetségnek, a Romániai Írószövetségnek, a Magyar PEN Clubnak,  alapító[forrás?] tagja a budapesti Fiatal Írók Szövetségének, 2002 és 2020 között az Erdélyi Magyar Írók Ligájának.

## Díjai
- Communitas alkotói irodalmi ösztöndíj (Communitas Alapítvány, 2005)[23]
- Móricz Zsigmond-ösztöndíj (2010)[24]
- Méhes György-díj (L. D. hagyatéka című verseskötetéért, Erdélyi Magyar Írók Ligája, 2012)[25]
- Szilágyi Domokos-díj (Romániai Írószövetség, vers kategóriában L.D. hagyatéka kötetéért, 2013)[26][27]
- József Attila-díj (2016)
- Az év legsikeresebb szerzője 2016 (Orpheusz Kiadó, A római disznó című verseskötetért, 2016)[28]
- Térey János-ösztöndíj (2020 óta)
- Salvatore Quasimodo Nemzetközi Költőverseny fődíja (Balatonfüred, 2023)
- Magyarország Babérkoszorúja díj (2024)